# Бібліотека імені Натана Рибака для юнацтва
Бібліотека імені Н. Рибака для юнацтва — бібліотека в Святошинському районі Києва.

## Адреса
03115, м. Київ, вулиця Петрицького, 5/9.

## Характеристика
Площа приміщення бібліотеки — 247 м². Книжковий фонд — 24,4 тис. примірників. Щорічно обслуговує 2,3 тис. користувачів, кількість відвідувань за рік — 13,0 тис., книговидач — 42,0 тис. примірників.

## Історія бібліотеки
Заснована у 1978 році. Названа на честь українського письменника Натана Рибака. Бібліотечне обслуговування: абонемент, читальний зал, МБА.

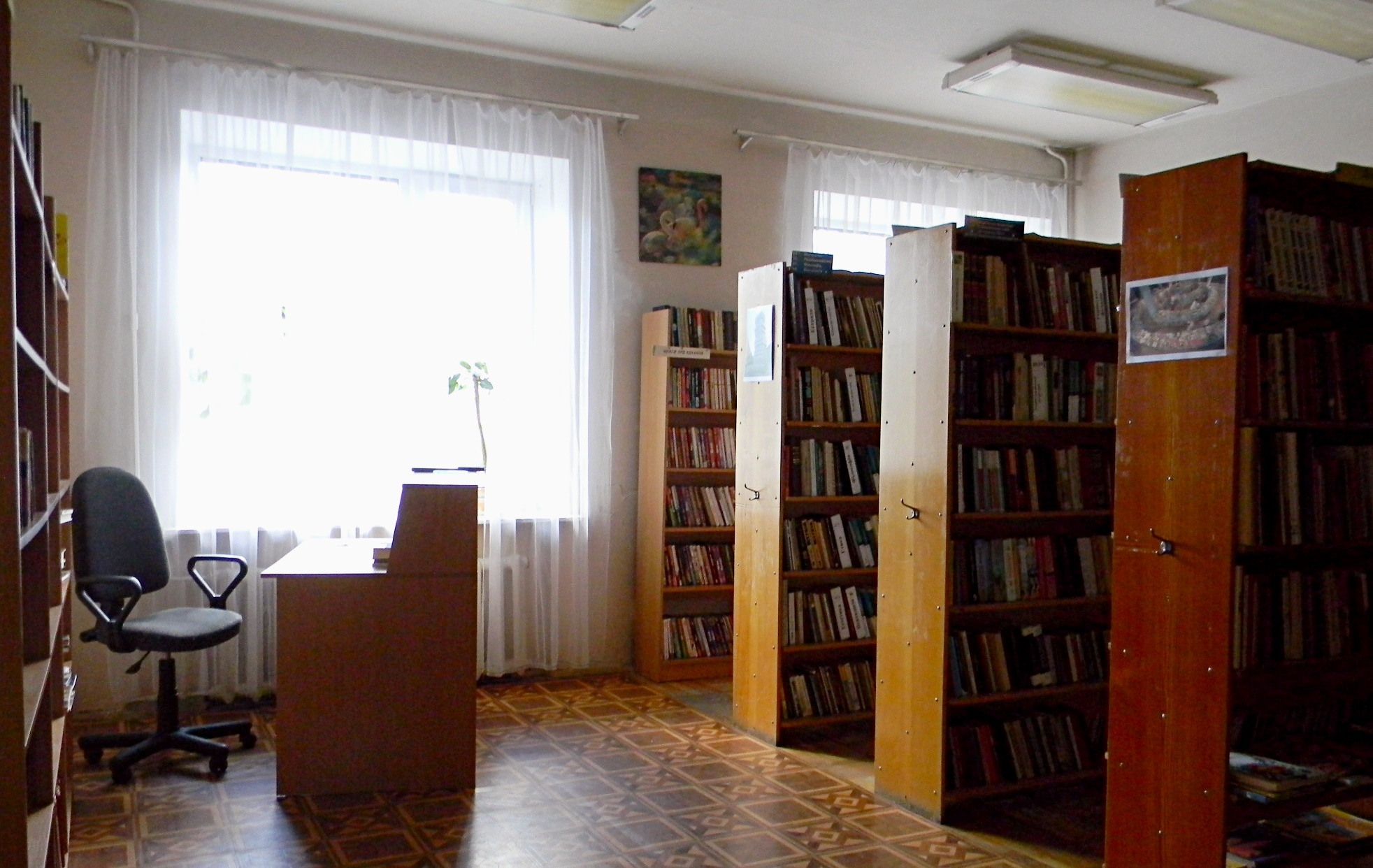
Абонемент бібліотеки ім. Н. Рибака